# Мытишино
Мытишино — деревня в Смоленской области России, в Угранском районе. Расположена в восточной части области в 18 км к западу от Угры, на правом берегу реки Гордота.
Население — 15-20
жителя (2023 год). Административный центр Мытишинского сельского поселения.

## История
Деревня, предположительно, стоит на месте древнего волока из бассейна Днепра в бассейн Оки/Волги, о чём свидетельствует её название (ср. Мытищи).
В начале XVIII века в деревне построена церковь Николая Чудотворца. Деревня становится владельческим селом, принадлежащем помещице М. Я. Левонецкой. Последующие владельцы: поручик М. А. Арсеньев, полковник Б. А. Пенский. Входит в состав Дорогобужского уезда Смоленской губ. В 1774-1797 годах в селе была построена новая каменная Никольская церковь (закрыта 4 декабря 1940 года). В 1890 году открыта земская школа.

## Экономика
Средняя школа (закрыта в 2009 году), дом культуры, библиотека, почта (закрыта), магазин.